# Rue des Chandelles
La rue des Chandelles (en alsacien : Hellelichtergass) est une voie de Strasbourg, rattachée administrativement au quartier Gare - Kléber, qui va de la rue du Saumon à la rue des Sept-Hommes. Elle se trouve dans le secteur piétonnier.

## Toponymie

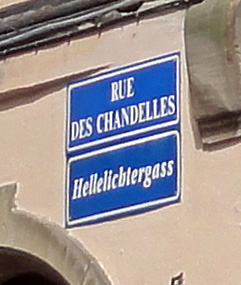
Plaque bilingue, en français et en alsacien.

La rue a connu différentes dénominations, en allemand ou en français : Heiligenliehtesgasse (1305), Under Kursenem (du XIIe au XVe siècle), Vicus zu dem heiligen Liehte (1371), 0bi dem heiligen Liethe (1390), Heiliggässel (1580), Beckenknechtstubgasse (1686), rue de la Chandeleur (1785), rue de la Sainte Chandelle (1786), Lichtergasse (1792), rue de la Lumière (1793), rue de la Chandelle (1795), rue des Chandelles (1817, 1918), Heiligenlichtergasse (1872, 1940) et, à nouveau, rue des Chandelles depuis 1945.
Selon Adolphe Seyboth, son nom lui viendrait « d'une lampe sacrée qu'une âme pieuse avait instituée très anciennement devant le no 9 (Heiligenlichtesgasse, 1305 »).
Un autre historien, Charles Schmidt, part de la dénomination de 1466, Under Kürsenern bi dem helgen Liehte, qui associe les pelletiers (Kürsen en allemand médiéval) à la lampe, expliquant qu'un malentendu a finalement donné Hellenlichtergasse, puis sa traduction « rue des Chandelles ».
En 1855, Frédéric Piton rapporte qu'il y a alors six à huit maîtres pelletiers dans la ville, alors que trois siècles plus tôt on en comptait dix-huit dans la seule rue des Chandelles.
Des plaques de rues bilingues, à la fois en français et en alsacien, ont été mises en place par la municipalité à partir de 1995. C'est le cas de la Hellelichtergass.

## Bâtiments remarquables
À la fin du XIXe siècle, Adolphe Seyboth notait que « les vieilles maisons, assez nombreuses dans la rue des Chandelles, donnent un aspect fort pittoresque à ce quartier ».
En parallèle, une géographie de la prostitution strasbourgeoise dans la première moitié du XIXe siècle montre que les alentours de la place Kléber constituent alors l'un des hauts lieux. La rue des Chandelles en fait partie, en particulier les nos 5, 10 et 22 (selon l'ancienne numérotation).

Représentations historiques.
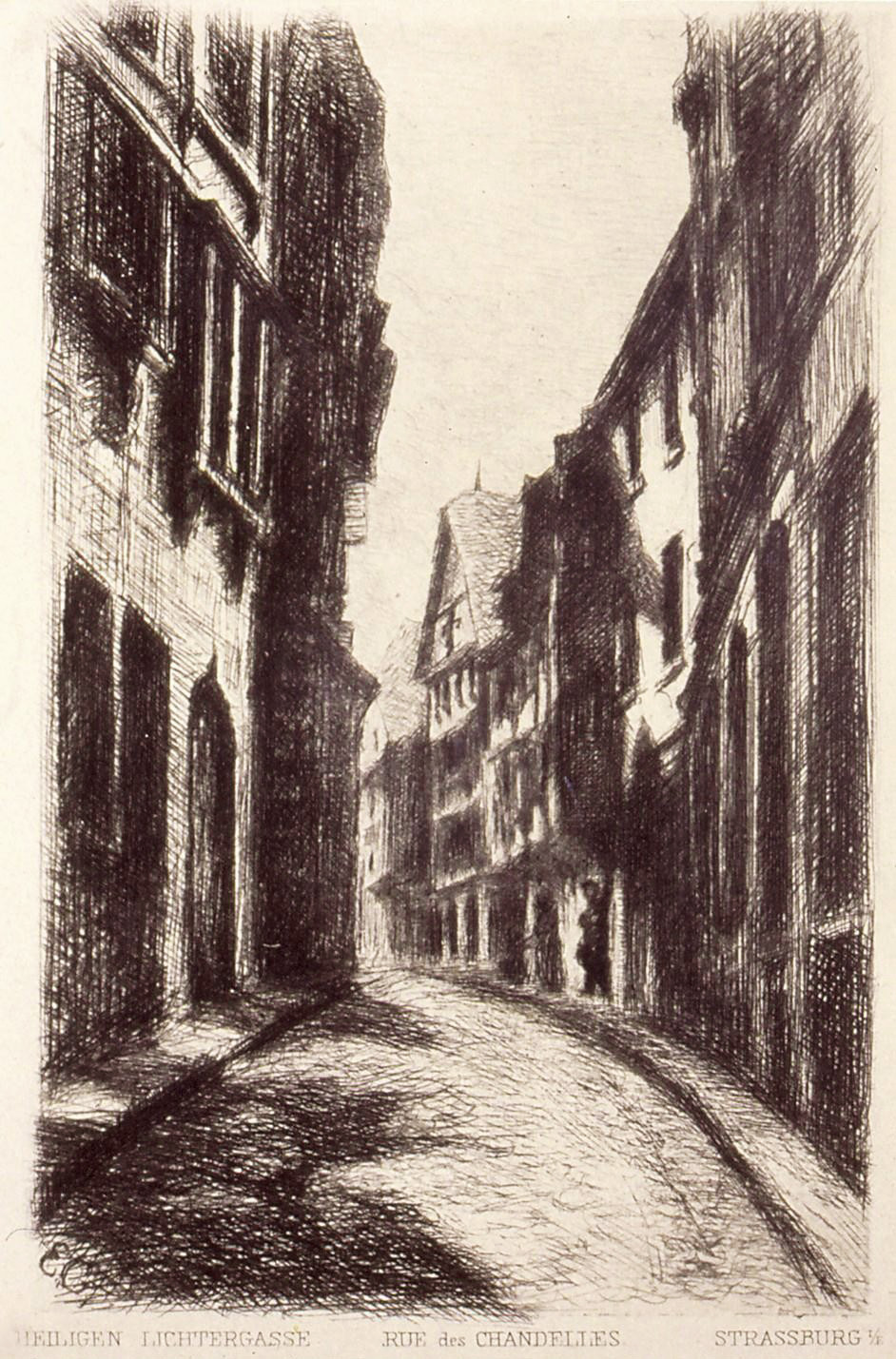
Élise Gérold, 1880.
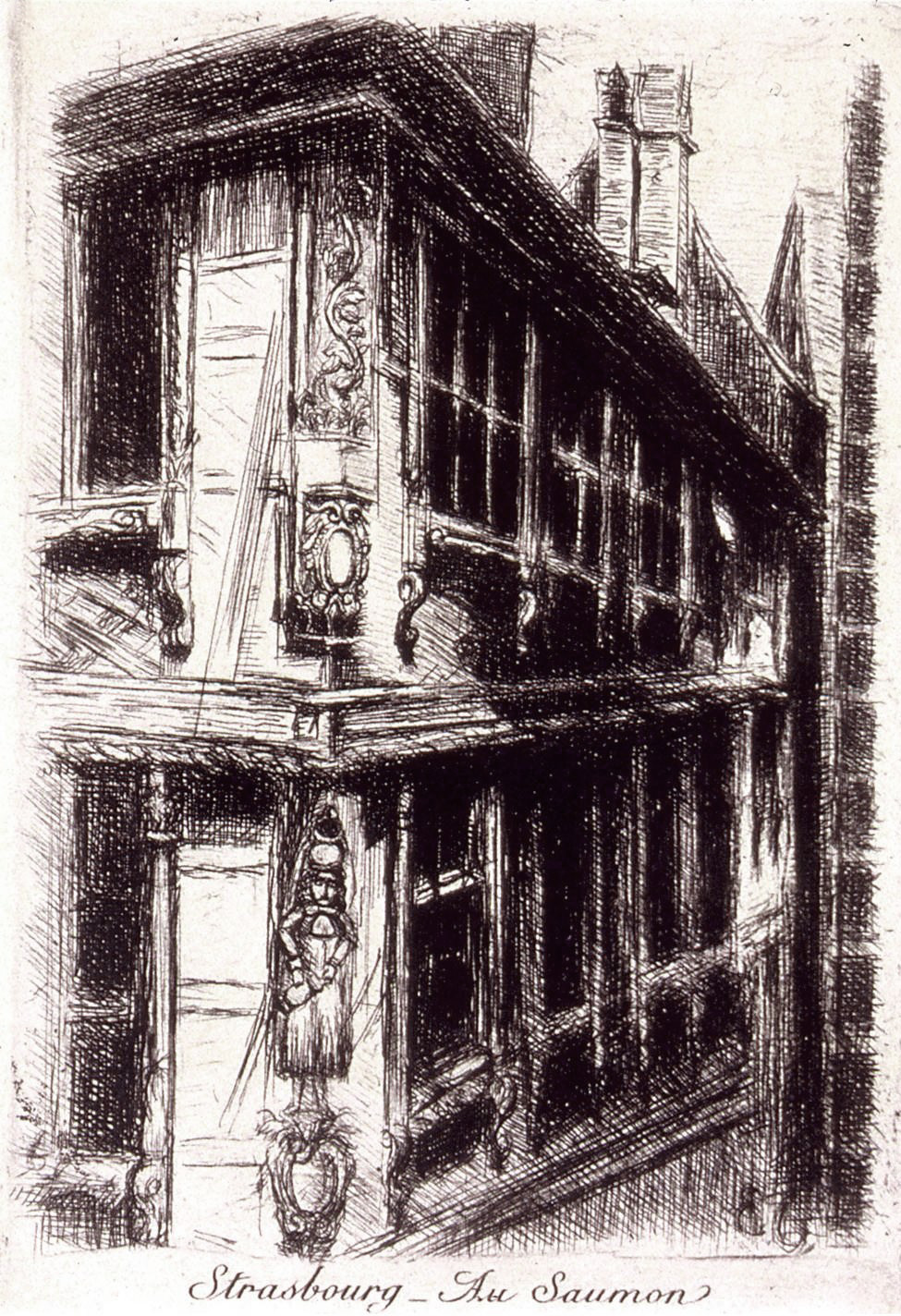
Élise Gérold, 1880.
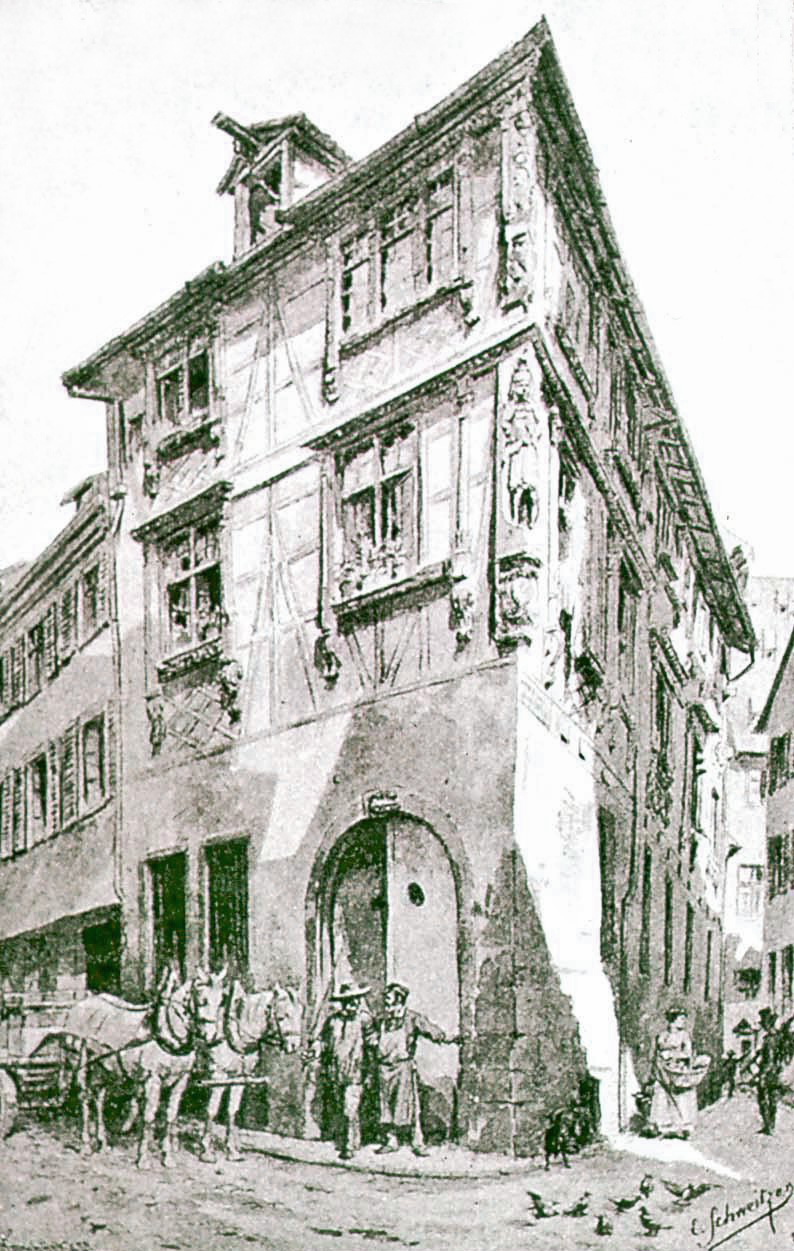
Émile Schweitzer, 1894.
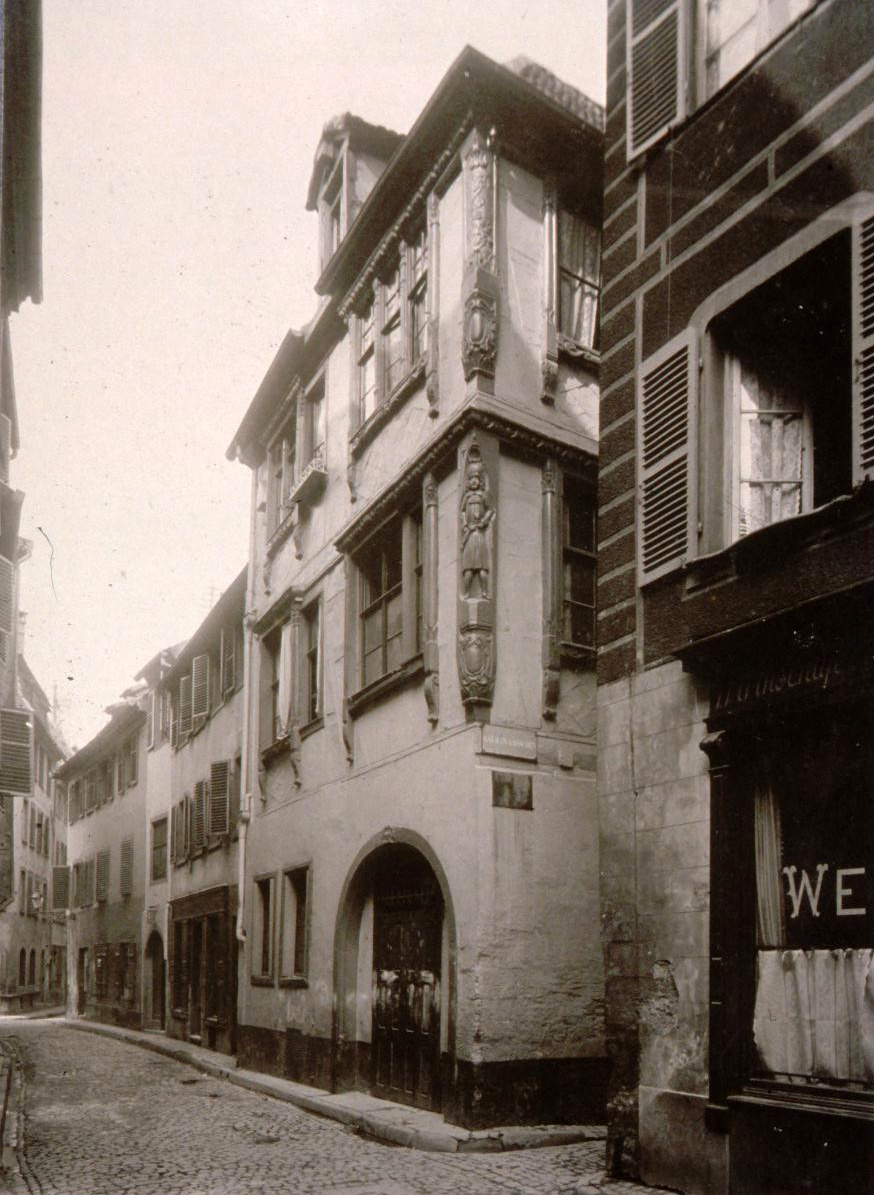
1910
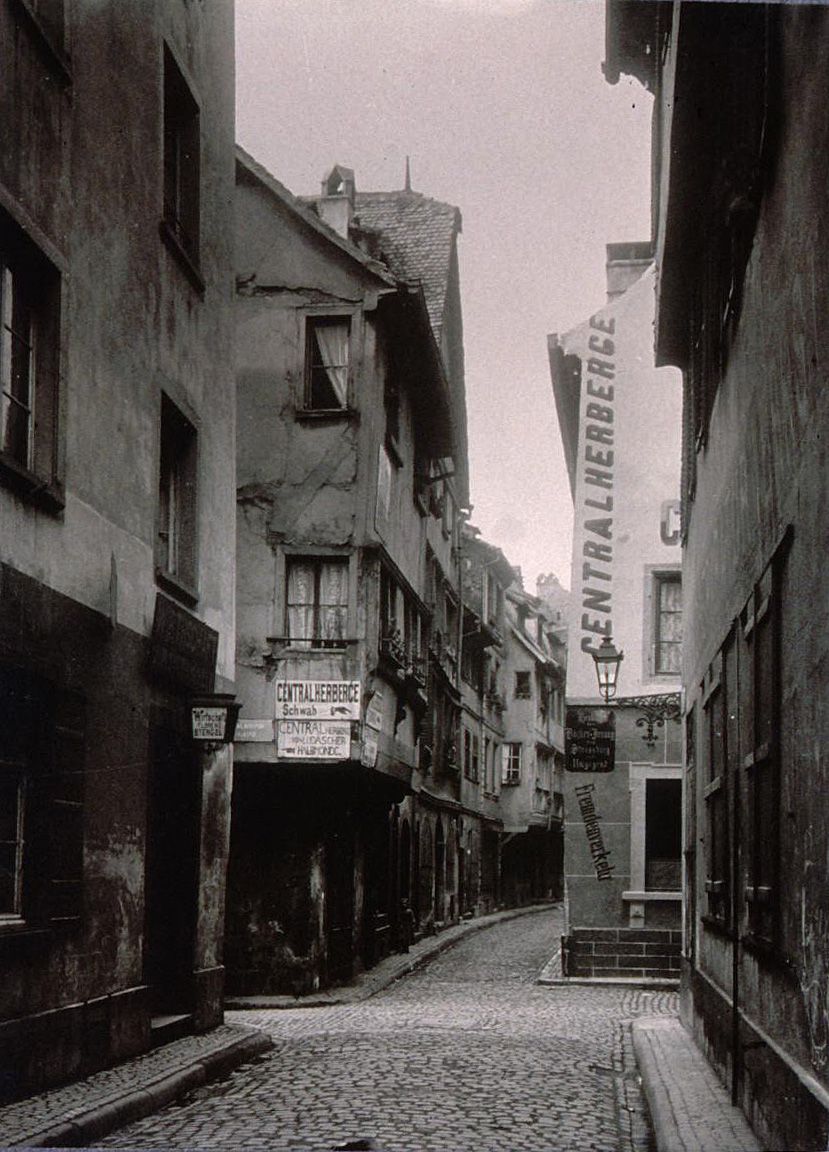
Début du XXe siècle.

no 2 (ancien no 16)Propriété d'un pelletier au début du XVIIe siècle, elle est dite Zum kleinen Schläffer (« Au Petit dormeur »), par opposition à la maison voisine, Zum grossen Schläffer (« Au Gros dormeur »). En 1780, elle subit d'importantes transformations et devient pendant quelque temps un immeuble de rapport. En 1919, des héritiers la vendent à la Ville qui la fait démolir l'année suivante. Le terrain est réuni à d'autres pour y construire l'immeuble actuel.
no 5Formant l'angle avec la rue du Saumon sur laquelle donne sa façade principale, la maison à colombages Zum Salmen (« Au Saumon ») est la plus connue et la plus souvent représentée, tant par les artistes que par les photographes.
L'architecture de cette ancienne auberge est caractéristique de la fin du XVIe-début du XVIIe siècle. On la rapproche souvent, toutes proportions gardées, de celle de la maison Kammerzell. Les fenêtres, doubles ou à triplets, s'inscrivent dans un encadrement en bois décoré. Les appuis reposent sur des consoles à feuillages, très aplaties. Les colonnes du poteau cornier sont toutes deux posées sur un cartouche entouré de feuillage. Celle du haut figure un personnage tenant un pichet et un verre de vin. Sur les pans de bois, restaurés, on observe de discrets motifs de style auriculaire sur les chambranles sculptés. Le rez-de-chaussée a été entièrement refait, en réutilisant la clé de l'arc de l'ancienne porte, qui porte le saumon, la date 1693 et la marque des négociants avec les initiales « P. B. ».

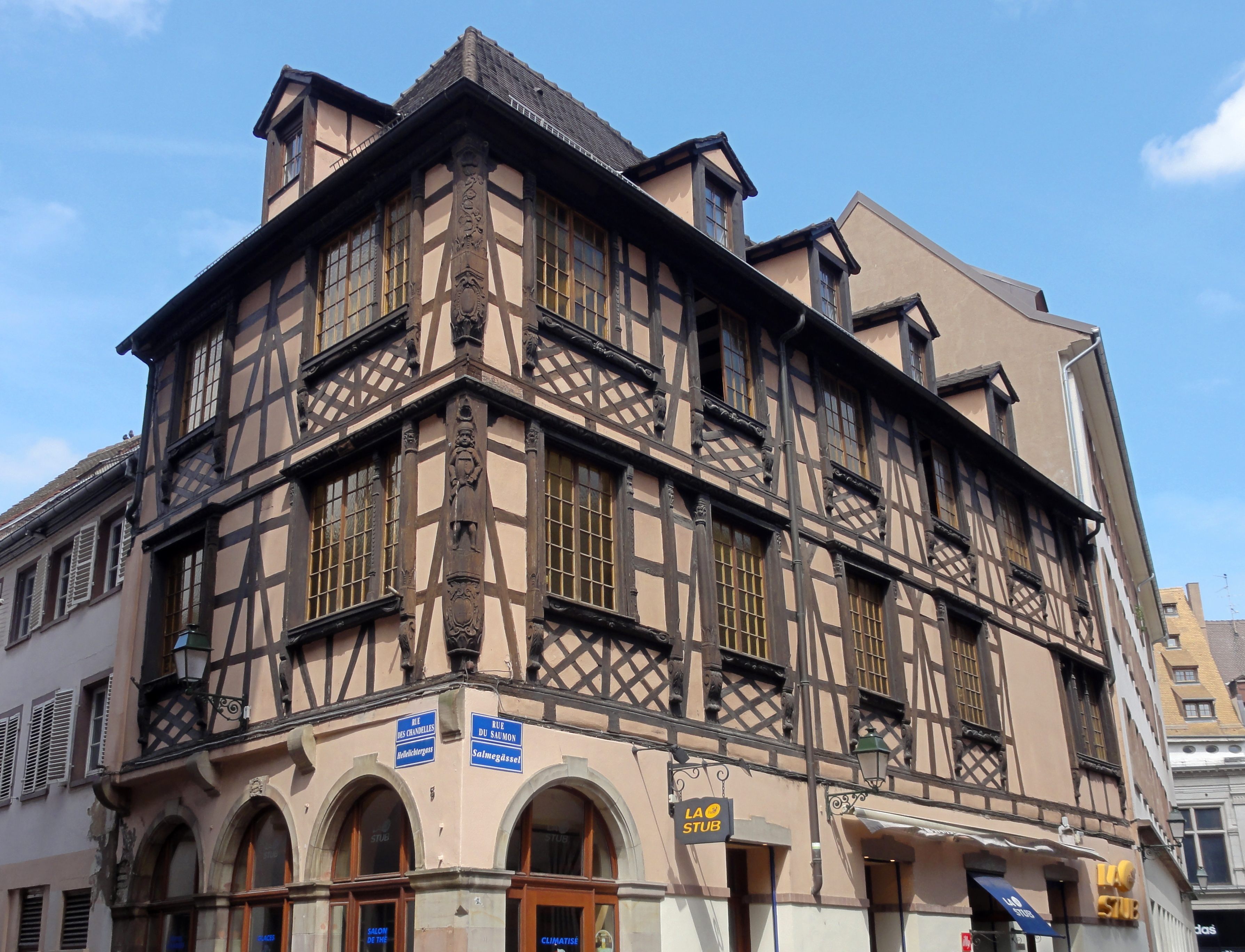
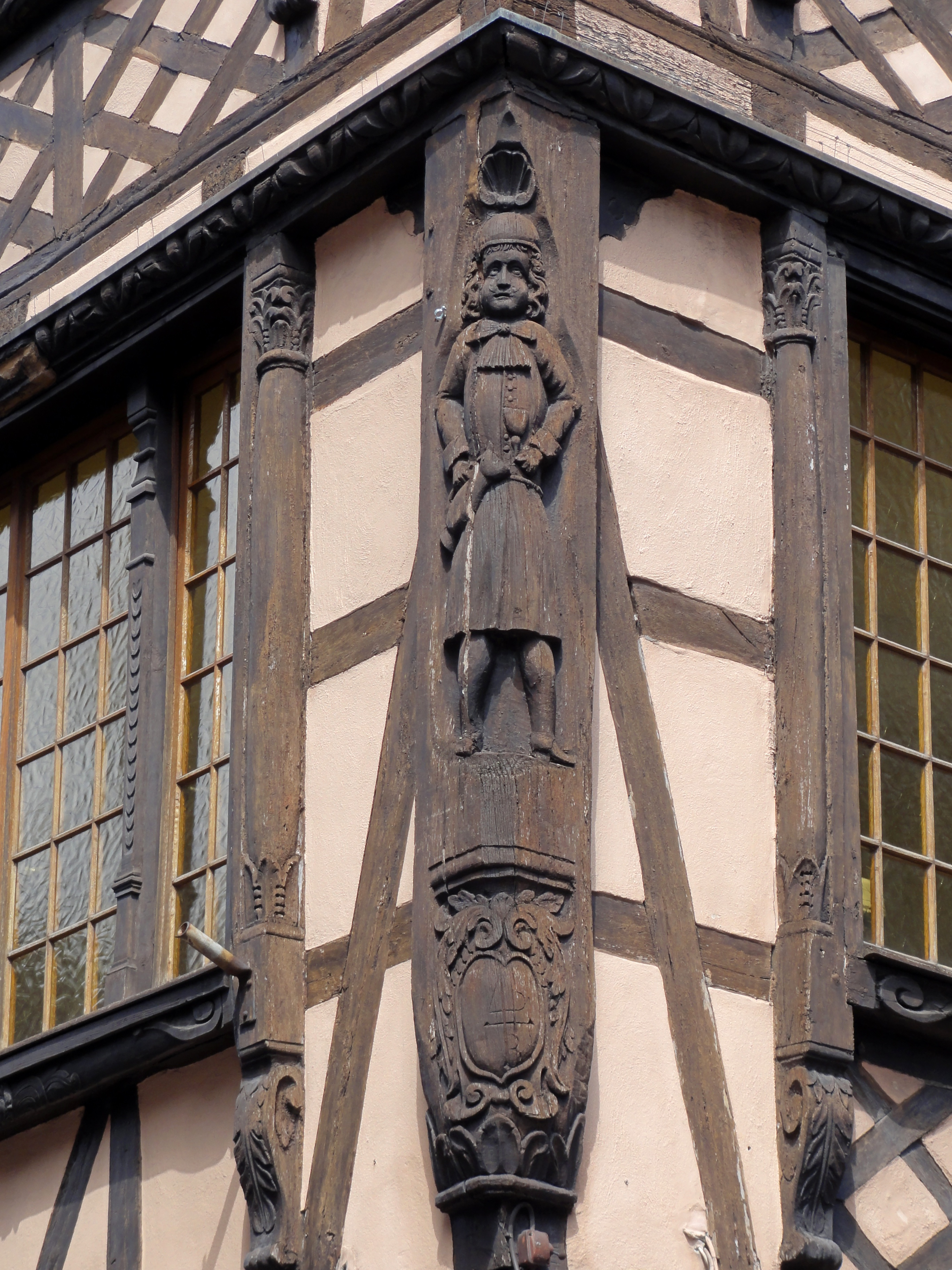
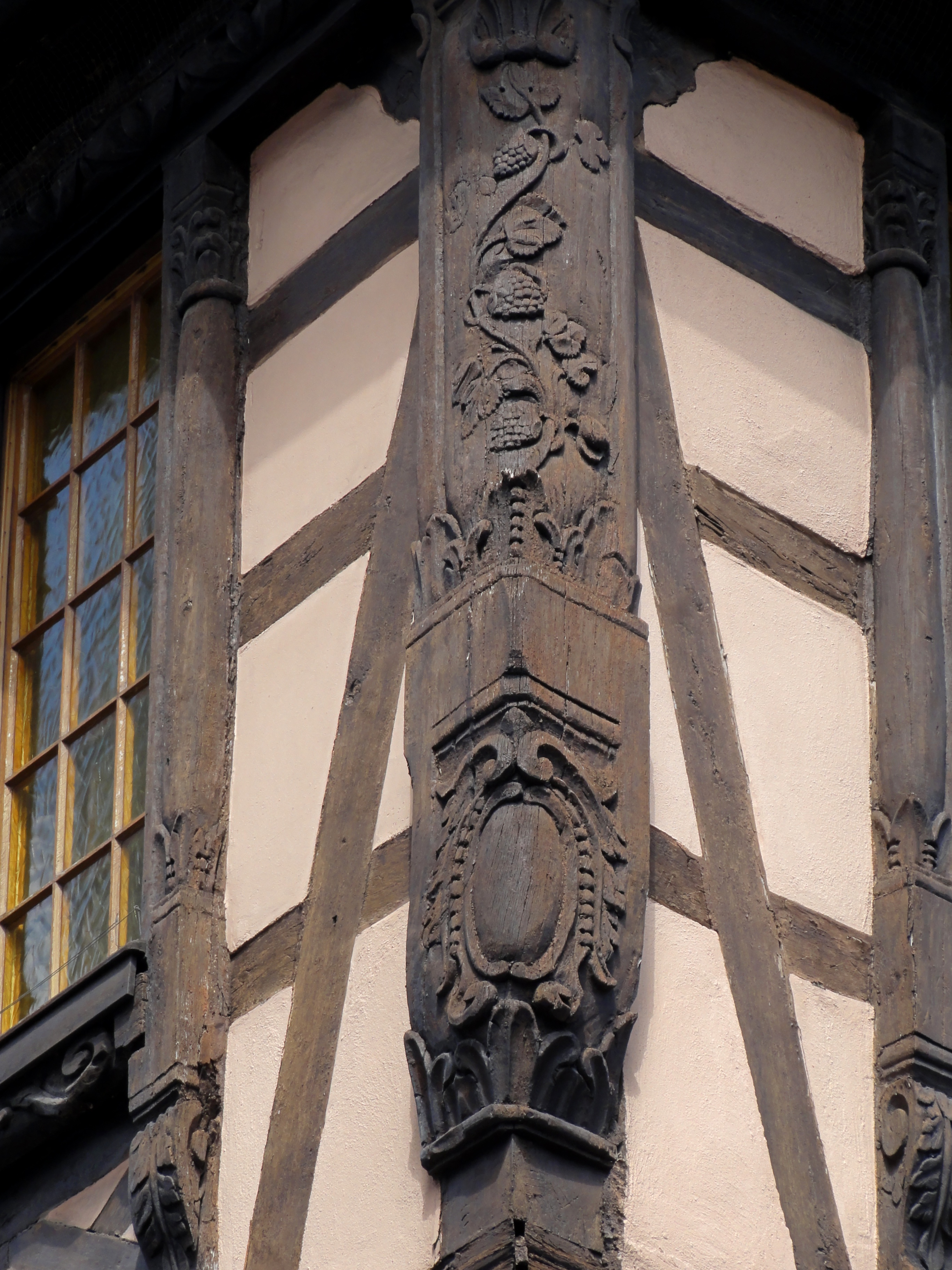

no 6L'immeuble, qui avait appartenu à l'un des nombreux pelletiers du quartier, est reconstruit en 1773 pour Jean Kieffer, vitrier. Sa façade a alors cinq niveaux soulignés par des cordons, avec un rez-de-chaussée et des chaînes d'angles parementés en grès à refends. Elle est percée d'une porte d'entrée en plein cintre et de baies boutiquières en anse de panier. Les chambranles des fenêtres sont moulurés de fasces, les linteaux droits à extrémités arrondies sont ornés de cartouches. La maison est acquise par la Ville en 1907 et détruite en 1919, dans le cadre de la Grande-Percée.
no 12 (ancien no 8)La maison à encorbellement du XVIe siècle a d'abord appartenu à un pelletier, puis à son fils, également pelletier. Au XIXe siècle elle devient une maison de rapport. Considérée par les autorités comme l'une des moins bien entretenues, elle est acquise par la Ville en 1903 et démolie à partir de 1906, contre l'avis du conservateur des monuments historiques.
no 16 (ancien no 6)La maison, que l'on aperçoit, à droite, sur le premier dessin d'Élise Gérold ci-dessus, portait le millésime 1551 sur l'une des fenêtres du premier étage. La Ville l'acquiert en 1903 et la fait démolir en 1907, contre l'avis du conservateur.
no 18La maison d'artisan, qui figure sur une aquarelle d'Albert Koerttgé, a été reconstruite dans la deuxième moitié du XVIIIe siècle. La façade présentait les caractéristiques de l'époque : chaînage, bandeaux, fenêtres arquées à clé. En 1903, la Ville acquiert la maison qui est démolie au début de l'année 1907.

## Personnalités liées à la rue
En 1770, le compositeur et maître de chapelle de la cathédrale de Strasbourg, François-Xavier Richter, vivait dans cette rue.
Les biographies du pasteur François Haerter mentionnent qu'il était le « fils d'un pauvre pâtissier de la rue des Chandelles », mais ne précisent pas davantage le numéro de la rue.